# Euphorbia confluens
Euphorbia confluens ist eine Pflanzenart aus der Gattung Wolfsmilch (Euphorbia) in der Familie der Wolfsmilchgewächse (Euphorbiaceae).

## Beschreibung
Die sukkulente Euphorbia confluens bildet kleine Sträucher bis 25 Zentimeter Höhe und einem Durchmesser von 35 Zentimeter aus. Aus einer fleischigen Wurzel, die unterirdisch in die Sprossachse übergeht wird ein umgekehrt konischer Pflanzenkörper gebildet, der bis 11 Zentimeter Durchmesser erreicht und stark verzweigt ist. Die aufrechten und ausgebreitet stehenden Zweige werden 4 bis 18 Zentimeter lang und sind radial um das  mit Warzen versehene Vegetationszentrum angeordnet. Sie werden etwa 2,5 Zentimeter dick. An den Spitzen der außen stehenden Trieben werden viele kurze Seitensprosse gebildet. Alle Triebe sind durch deutlich hervortretende Warzen, die bis 8 Millimeter lang und 10 Millimeter breit werden können, gemustert. Die linealischen Blätter werden bis 2 Zentimeter lang und sind kurzlebig.
An den Spitzen der Triebe werden einzelne Cyathien ausgebildet, die an 1 bis 3,5 Zentimeter langen Stielen stehen. Diese Stiele verhärten sich und verbleiben lange an der Pflanze. Die Cyathien sind mit Haaren besetzt und erreichen 1,5 Millimeter im Durchmesser. Die Nektardrüsen sind gelbgrün gefärbt und mit vier bis sechs weißen, aufgespaltenen und  haarähnlichen Anhängseln versehen. Diese werden bis 2 Millimeter lang. Der nahezu kugelförmige Fruchtknoten ist mit Haaren besetzt und sitzend. Die stumpf gelappte Frucht wird 6 Millimeter lang und 8 Millimeter breit. Über den Samen ist nichts bekannt.

## Verbreitung und Systematik
Euphorbia confluens ist in der südafrikanischen Provinz Nordkap im Richtersveld verbreitet.
Euphorbia confluens gehört zur Sektion Anthacanthae der Untergattung Athymalus. Die Erstbeschreibung der Art erfolgte 1933 durch Gert Cornelius Nel.